# Charles Gore (Künstler)

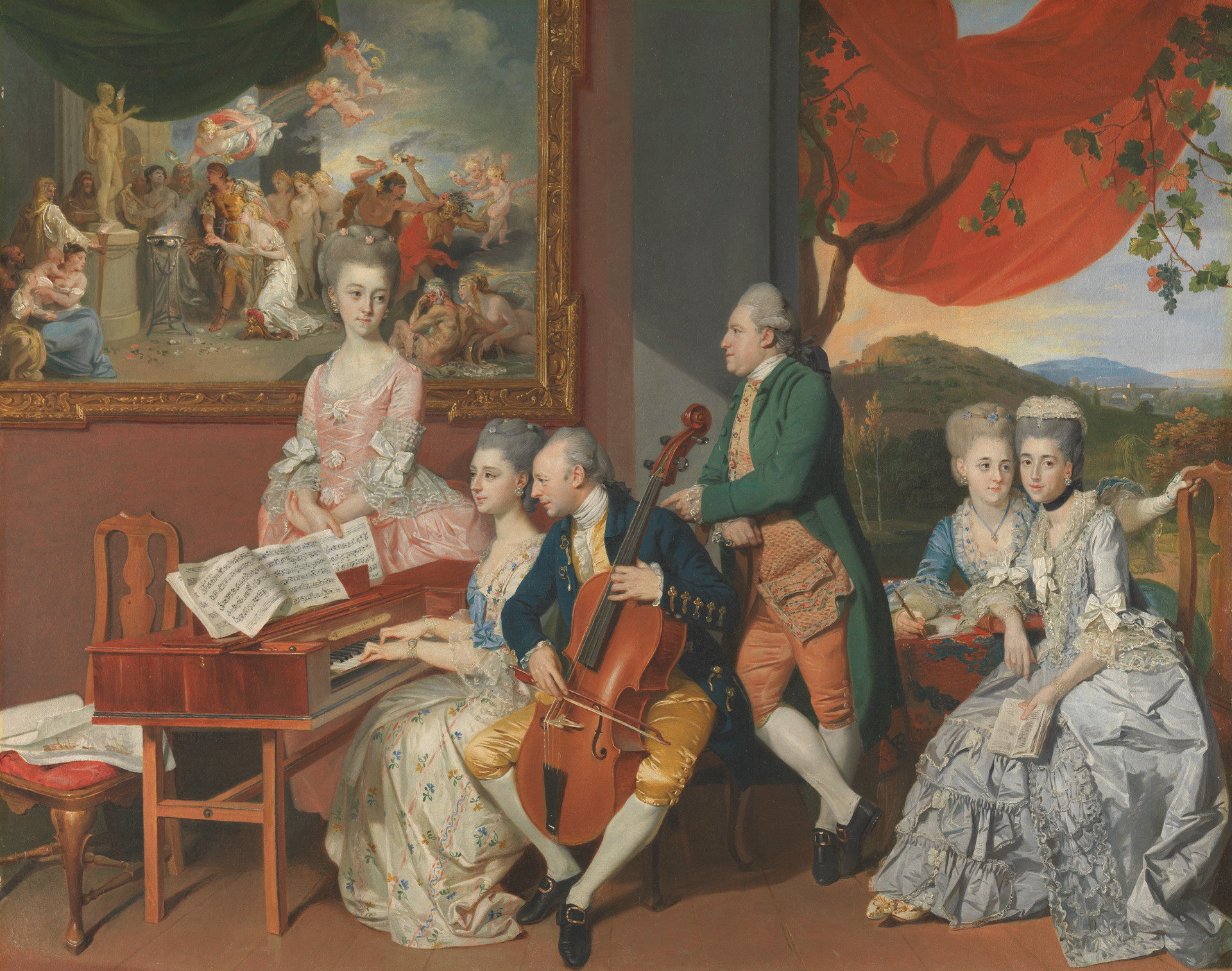
Familie Gore mit Earl Cowper. Gemälde von Johann Zoffany

Charles Gore (* 5. Dezember 1729 in Horkstow Hall, Lincolnshire; † 23.(?) Januar 1807 in Weimar) war ein dilettierender Künstler, Grand-Tour-Reisender und Liebhaber des Maritimen. Seit 1791 lebte er in Weimar und gehörte zum Umkreis von Herzogin Anna Amalia von Sachsen-Weimar-Eisenach und Johann Wolfgang von Goethe.

## Biografie

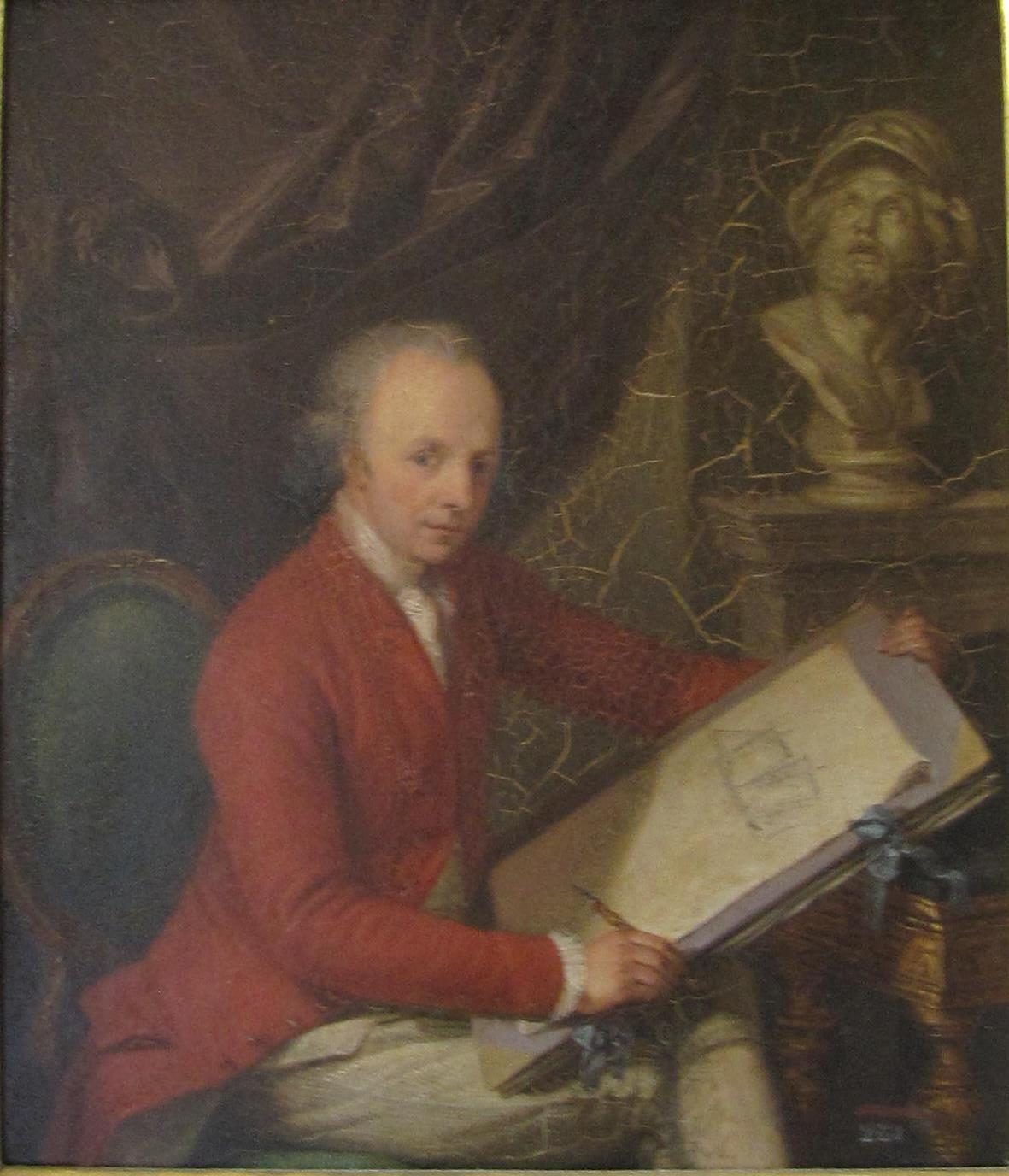
Charles Gore mit Zeichenmappe von Ludwig Guttenbrunn

Charles Gores Biografie wurde von Goethe anhand einer englischen Fassung der Tochter Emily Gore (1756–1826) um 1811 verfasst. Diese Schrift wurde als Zusatz zur Biographie von Jakob Philipp Hackert publiziert. Neben dieser lückenhaften Quelle sind wohl die kurzen Erwähnungen des englischen Reisenden mit der Camera obscura in den Wahlverwandtschaften auf ihn gemünzt. In seinem graphischen Werk sind viele Reisen erkennbar, die in der Biografie nicht erwähnt werden.
Gore stammte aus einer wohlhabenden Kaufmannsfamilie. Er besuchte die Westminster School und machte eine Ausbildung in einem Londoner Handelshaus bei seinem Onkel John Gore. Mit der Heirat 1751 der vermögenden Mary Cockerill konnte er sich ausschließlich seinen Interessen widmen. Nach dem Tod seines Vaters zog er mit seiner Familie 1759 nach Southampton und konnte von dort aus sowohl die Marinewerften in Portsmouth und die Reede von Spithead in Aquarellen festhalten, als auch mit einem selbst entworfenen Schiff, dem Kutter Snail, Fahrten in diesem Revier unternehmen. Dabei sollen ihn die Brüder des englischen Königs Georg III., Herzog von York, Herzog von Gloucester und Herzog von Cumberland begleitet haben. Bis 1773 unternahm er Fahrten entlang des englischen Kanals, welche in seinen Aquarellen dokumentiert sind.
Mit der Erkrankung seiner Frau änderte sich die Lebensweise der Familie Gore grundlegend und wurde bis zu ihrer Übersiedlung nach Weimar eine unstete. Zuerst ging es in der Hoffnung, dass sich der Gesundheitszustand seiner Frau verbessern würde nach Lissabon. Von dort segelten sie auf einer Fregatte über Gibraltar und Port Mahon nach Livorno. In Florenz heiratete Hanna Anna, die jüngste der drei Töchter von Gore, George Nassau Clavering-Cowper, 3rd Earl Cowper (1738–1789). Zu dieser Gelegenheit hat Johann Zoffany (1733–1810) ein Gemälde der Familie Gore mit Earl Cowper geschaffen.
In dieser Zeit lebte Gore in Rom, Neapel und bis 1778 wieder Florenz. Damals lernte er Hackert kennen, mit dem er zwei Sommer lang auf Castel Gandolfo und Albano lebte. Während die Biographie eine gleichberechtigte künstlerische Betätigung nahelegt, ist in anderen Publikationen von einer Schülerschaft von Gore bzw. Schülerschaft Hackerts die Rede.
Zusammen mit Richard Payne Knight (1750–1824) haben Hackert und Gore 1777 eine Reise nach Sizilien unternommen. In den Nachträgen zur Biographie von Hackert hatte Goethe das Tagebuch von Knight veröffentlicht. Die zahlreichen Skizzen und Aquarelle dieser Reisen sollten in einem monumentalen Werk publiziert werden. Aus wirtschaftlichen Gründen wurde davon abgesehen. Allerdings haben die Arbeiten von Hackert und Gore Goethe später als Erinnerungsstützen für seine Italienische Reise gedient.
In den folgenden Jahren reiste Gore mit Hackert in die Schweiz und nach Venedig, dann nur mit seiner Familie über Frankreich, die österreichischen und nördlichen Niederlande nach England. 1785 brachte er seine kranke Frau zur Kur nach Spa, wo sie starb. Danach reiste er mit seinen Töchtern durch Deutschland und war 1787 das erste Mal in Weimar. Nach Besuchen in Berlin und Dresden, ließ er sich 1791 in Weimar nieder. Vom Herzog Karl August erhielt er das Jägerhaus vorher von Goethe bewohnt (Signatur GSA 34/IX,6,3). Dieser erhielt dafür das heute nach ihm benannte Goethehaus am Frauenplan. Zusammen mit Georg Melchior Kraus (1737–1806) dokumentierte Gore die Belagerung von Mainz. Bei dieser Gelegenheit porträtierte Kraus Gore beim Frühstück. Weiterhin sind Reisen auf der Donau und nach Norddeutschland dokumentiert.

Georg Melchior Kraus: Charles Gore beim Feldzug gegen Frankreich, in einer Scheune beim Frühstück.

In der Weimarer Gesellschaft gehörte Charles Gore mit seinen Töchtern Emily und Eliza (1754–1802) mit in den Umkreis um Anna Amalias Abendgesellschaft. Die drei sind in dem als Tafelrunde bekannten aquarellierten Gruppenbild von Kraus von 1795 dargestellt. Besonders die Töchter sollen es unter anderem dem Herzog angetan haben. Auch Friedrich Schiller nannte eine Tochter Emilie (GSA. Schiller X, 26). Beide Gore-Töchter waren künstlerisch wohl begabter als ihr Vater.
Nach seinem Tode 1807 wurde Charles Gore neben seiner früher verstorbenen Tochter im Kassengewölbe auf dem Jakobskirchhof in Weimar beerdigt. Nach Schließung des Gewölbes 1818 wurden die Gebeine 1820 in die Hofkirche überführt. Der Sarkophag befindet sich an der Stirnseite im linken Seitenschiff und ist verziert mit einem Kompass, einem Globus, einer Bibel, Malerpalette mit Pinsel und Buch oder Malermappe, alles von einem Palmwedel überdacht.

## Œuvre
Neben den künstlerischen Ambitionen, er war seit 1781 Mitglied der Society of Dilettanti, interessierte ihn auch der Schiffbau. 1799 erschien dazu seine einzige Publikation. Außerdem war er Mitglied in der Society for Improvement of Naval Architecture.
Sein Nachlass lässt sich heute in den künstlerischen und den bibliophilen Bereich teilen. So sind über 1800 Bücher in die Bestände der herzoglichen Bibliothek gelangt (Signatur GSA 150/B 44). Für seine Bibliothek lassen sich Titel zum Militär, zur Schiffbautheorie und Reiseliteratur nachweisen. Für die graphischen Arbeiten ist bis heute kein endgültiger Überblick zu erlangen. Sehr viele Zeichnungen und Skizzen sind in vielen Kunstsammlungen und bei Auktionshäusern vorhanden. Die beiden wichtigsten Sammlungen sind die Graphische Sammlung des Goethe-Nationalmuseums der Klassik Stiftung Weimar und das National Maritime Museum Greenwich. Dabei sind in Weimar vier monumentale Mappenwerke und eine größere Anzahl einzelner Zeichnungen vorhanden. Seine Arbeiten zeigen überwiegend Küstenansichten, Stationen seiner Reisen und Schiffsdarstellungen.
Ein besonderes Problem bei seinen künstlerischen Arbeiten ist die Frage der Autorenschaft. In seinem Werk sind Kopien aus publizierten Tafelwerken, von Zeichnungen seiner Zeitgenossen, z. B. Hackert, vorhanden. Diese sind oft auch als solche gekennzeichnet. Anders bei den Zeichnungen von Vater und Sohn Willem van de Velde. Hier reicht die Palette von original belassenen Zeichnungen, über mehr oder weniger starken Überarbeitungen bis zu Nachahmungen und Kopien einschließlich gefälschter Signatur.